# Kallaobanahalli, Sira
Kallaobanahalli là một làng thuộc tehsil Sira, huyện Tumkur, bang Karnataka, Ấn Độ.